# Strömbäck-Kont
Strömbäck-Kont är ett kommunalt naturreservat i Umeå kommun i Västerbottens län vid Norra kvarkens kust, cirka 20 kilometer söder om Umeå.
Området är naturskyddat sedan 1978 och är 489 hektar stort. Reservatet omfattar natur vid kusten och öar och kobbar utanför.